# 스프링 굴리
스프링 굴리(Spring Gully)는 오스트레일리아 사우스오스트레일리아에 위치한 도시이다. 위로 에무 플랫이 위치해 있고, 오른쪽으로 길렌타운이 위치해 있다.